# Пахистахис жёлтый
Пахистахис жёлтый (лат. Pachystachys lutea) — растение семейства Акантовые, вид рода Пахистахис, произрастающее в тропических и субтропических областях Америки.

## Биологическое описание
Это — вечнозелёный полукустарник высотой до 90-120 см. Листья крупные овальные тёмно-зелёные, заострённые на конце и слегка сморщенные до 10 см длиной.
Соцветия колосовидные до 10 см длиной с жёлтыми прицветниковыми листьями. Сами цветки белые до 5 см длиной.
Цветёт с конца весны до осени.

## Использование
Декоративное растение.